# Championnat NCAA féminin de natation
Le Championnat NCAA de natation féminin est un ensemble de championnats de natation organisées par la National Collegiate Athletic Association, association sportive universitaire américaine. La compétition est divisée en trois divisions. Le premier championnat a eu lieu durant la saison 1982, ajouté au côté de 12 autres sports féminins. L'équipe tenant du titre en 2012 en première division est l'équipe des Golden Bears de la Californie.

Dans la première équipe All-SEC, la nageuse américaine Riley Gaines participe à ces championnats féminins de natation et de plongeon de la NCAA 2021, auxquelles elle termine deuxième au relais 4 × 200 m en nage papillon et septième au 200 m nage libre.